# (73973) 1998 BF22
(73973) 1998 BF22 – planetoida z pasa głównego asteroid okrążająca Słońce w ciągu 3,36 lat w średniej odległości 2,24 j.a. Odkryta 23 stycznia 1998 roku.